# Josh Cooley
Joshua Cooley (sinh ngày 23 tháng 5 năm 1979) là một nam nhà làm phim, họa sĩ kịch bản phân cảnh kiêm diễn viên lồng tiếng người Mỹ. Ông được biết đến nhiều nhất khi làm việc trong bộ phim hoạt hình Những mảnh ghép cảm xúc của Pixar vào năm 2015 và chỉ đạo bộ phim ngắn Riley's First Date?. Năm 2019, ông ra mắt với vai trò là đạo diễn của Câu chuyện đồ chơi 4, tác phẩm giúp ông giành giải Oscar cho phim hoạt hình hay nhất.

## Sự nghiệp
Cooley được Joe Ranft tuyển dụng tại Pixar Animation Studios, nơi ông bắt đầu sự nghiệp thực tập, chủ yếu là làm việc với tư cách họa sĩ kịch bản phân cảnh trên một số bộ phim như The Incredibles năm 2004, Cars năm 2006, Ratatouille năm 2007, Up năm 2009 và Cars 2 năm 2011. Năm 2009, Cooley đã viết và đạo diễn một bộ phim ngắn George & AJ cho Pixar và Walt Disney Pictures.
Năm 2015, Cooley làm việc với tư cách là nhà biên kịch và giám sát kịch bản cho bộ phim Inside Out, bộ phim được phát hành vào ngày 19 tháng 6 năm 2015 bởi Walt Disney Studios Motion Pictures. Cùng năm đó, ông đã viết và đạo diễn một bộ phim ngắn khác mang tên Riley's First Date? được phát hành cùng với Inside Out phiên bản Blu-ray. Vào năm 2019, Cooley đã ra mắt vai trò đạo diễn của mình với Toy Story 4 của Pixar.

## Danh sách phim
- The Incredibles (2004) - họa sĩ kịch bản phân cảnh
- Cars (2006) - họa sĩ kịch bản phân cảnh
- Ratatouille (2007) - họa sĩ kịch bản phân cảnh
- Up (2009) - họa sĩ kịch bản phân cảnh
- George và AJ (phim ngắn 2009) - kịch bản phim, đạo diễn
- Cars 2 (2011) - họa sĩ kịch bản phân cảnh
- Inside Out (2015) - kịch bản phim (với Pete Docter và Meg LeFauve); giám sát kịch bản; lồng tiếng cho Jangles the Clown
- Riley's First Date? (phim ngắn 2015) - kịch bản phim, đạo diễn; lồng tiếng cho Dad's Sadness
- The Good Dinosaur (2015) - cảm ơn đặc biệt
- Toy Story 4 (2019) - đạo diễn, cốt truyện (với John Lasseter, Rashida Jones, Will McCormack, Valerie LaPointe, Martin Hynes, Stephany Folsom và Andrew Stanton) [8]
- Transformers Một (2023) - đạo diễn